# Cleobury Castle
Cleobury Castle ist eine abgegangene Burg im Markt Cleobury Mortimer zwischen den Städten Ludlow und Bewdley in der englischen Grafschaft Shropshire. Sie liegt an den Ufern des Flusses Rea.
Die Burg wurde Anfang des 12. Jahrhunderts als Festung der Familie Mortimer errichtet. Hugh de Mortimer rebellierte erfolglos gegen König Heinrich II., der die   Burg 1155 zerstören ließ. Heute kann man davon nur noch Erdwerke sehen.

## Quelle
- Plantagenet Somerset Fry: The David & Charles Book of Castles, David & Charles, Newton Abbott 1980. ISBN 0-7153-7976-3

Koordinaten: 52° 22′ 55,2″ N, 2° 28′ 12,3″ W